# بازی تمام شد مرد!
بازی تمام شد مرد! (به انگلیسی: !Game Over, Man) یک فیلم آمریکایی اکشن، کمدی در سال ۲۰۱۸ و به کارگردانی Kyle Newacheck و نویسندگی Anders Holm و بازیگرانی چون Adam DeVine , Blake Anderson است. همه بازیگران این فیلم قبلاً همکاریی در طنزهای استودیو Workaholics داشتند. این فیلم در ۲۳ مارس ۲۰۱۸ در نتفلیکس به نمایش درآمد.

## داستان فیلم
سه دوست دوران بچگی که همیشه آرزو داشتند به سازندهٔ بازی‌های ویدیوئی تبدیل شوند، اما در عوض به  پیشخدمت هایی ساده در یکی از هتل‌های پایین شهر تبدیل شده‌اند. در این بین یک روز ستاره‌ای میلیاردر و بسیار مشهور برای برگزاری یک جشن به هتلی که این سه کار می‌کنند، می‌آید و به صورت غیرمنتظره‌ای به آنها پیشنهاد می‌دهد که به اسپانسر آنها تبدیل شود. ولی اسپانسر آنها توسط تروریست‌ها به گروگان گرفته شده و آن ها برای نجات هر یک از گروگان ها تلاش میکنند .

## بازیگران
- آدام دیواین در نقش الکس
- آندرس هولم در نقش دَرِن
- بلیک اندرسون در نقش جول (جوئل)
- اوتکارش آمبودکار[۲] در نقش به اوادی
- آیا کش در نقش کسی
- نیل مک‌دونا در نقش کانرد
- آدام بالدوین در نقش بابی (ناشناس)